# Artigisa anomozancla
Artigisa anomozancla är en fjärilsart som beskrevs av Turner 1944. Artigisa anomozancla ingår i släktet Artigisa och familjen nattflyn. Inga underarter finns listade i Catalogue of Life.